# Азовски поход
Азовски поход (рус. Азо́вские похо́ды) је био руски војни поход Петра Великог против Турака, са жељом да Русија изађе на Азовско и Црно море. Поход је био део руско-турских ратова 1686-1700. године. Након пораза у Кримском походу овај пут војска је транспортована рекама, а не далеким степама. Главна мета је била турска тврђава Азов са око 7.000 војника.

## Први поход
Први поход је почео у јесен 1695. године године када је руски цар Петар Велики по реци Дон послао војску (31.000 војника и 170 топова) према Азовском мору. Сва опрема је отпремана по Дону из града Вороњежа. Након два неуспешна напада 5. и 25. септембра и опсаде са мора Руси се повлаче 1. октобра.
Други део војске (120.000 војника углавном коњанице) под командом Бориса Шереметијева упутио се према доњем Дњепру, где су заузели две тврђаве, али нису били у стању да задрже освојено, тако је и тај део повучен а доњи део Дњепра је постао, према споразуму у Цариграду из 1700. године, демилитаризирана зона.

## Други поход
Крајем исте године, 1695, почеле су припреме за други поход. До јесени 1696. цар Петар је сновао Азовску флоту. Коњаница под кнезом Шереметијевим (70.000 војника) је поново посслана у доњи Дњепр. Између 23—26. априла кренула је војска под командом Алексеја Шејна према Азову, а морнарица (29 бродова) под Петром Великим 3. маја се упутила по рекама Дон и Воронеж. Дана 27. маја морнарица стиже пред Азов којег блокира са мора. А дана 14. јуна долази до борбе са османском морнарицом где Турци претрпљавају пораз. Након опсаде и бомбардовања са мора, турска тврђава Азов се предаје 19. јула.

## Последице
Након успеха Руси су видели значајност морнарице у боју. Дана 20. октобра 1696. године руска Дума оснива Руску краљевску морнарицу, а прва морнаричка база се подиже 12. септембра 1698. Данас је та база руски град Таганрог, који има ту годишњицу у грбу града.